# ایران.
‎（DNS名稱為".xn--mgba3a4f16a"）是伊朗的波斯語國際化國家及地區頂級域。「‎」即波斯語中的「伊朗」（羅馬字轉寫：Irān）。
伊朗傳統的國家及地區頂級域是.ir。
類似簡體中文與繁體中文之間的字符差異，波斯語和阿拉伯語某些相同的字母各自了採用不同的寫法。如字母kāf，在波斯語為「‎」，在阿拉伯語中則為「‎」，以及字母yeh，波斯語使用「‎」，但阿拉伯語則使用「‎」。用戶如果在訪問網站時誤用了阿拉伯語字母，系統會自動將誤用的阿拉伯語字母轉換成對應的波斯語字母。
至2013年3月，‎域名目前處於半啟用狀態。目前伊朗網絡資訊中心（IRNIC）規定，如需使用‎域名，需要在域名最後同時添上傳統的.ir作結尾，最終的型態即「‎」。